# Ellenhausen
Ellenhausen (mundartlich: Ellehouse) ist eine Ortsgemeinde im Westerwaldkreis in Rheinland-Pfalz. Sie gehört der Verbandsgemeinde Selters (Westerwald) an.

## Geographie
Ellenhausen liegt drei Kilometer südwestlich von Selters (Westerwald) am Zusammenfluss von Kleinem Saynbach und Sayn inmitten eines ausgedehnten Wald- und Wiesengeländes. Zur Gemeinde gehören auch die Wohnplätze Berghof, Schneidmühle und Tannenhof.

## Geschichte

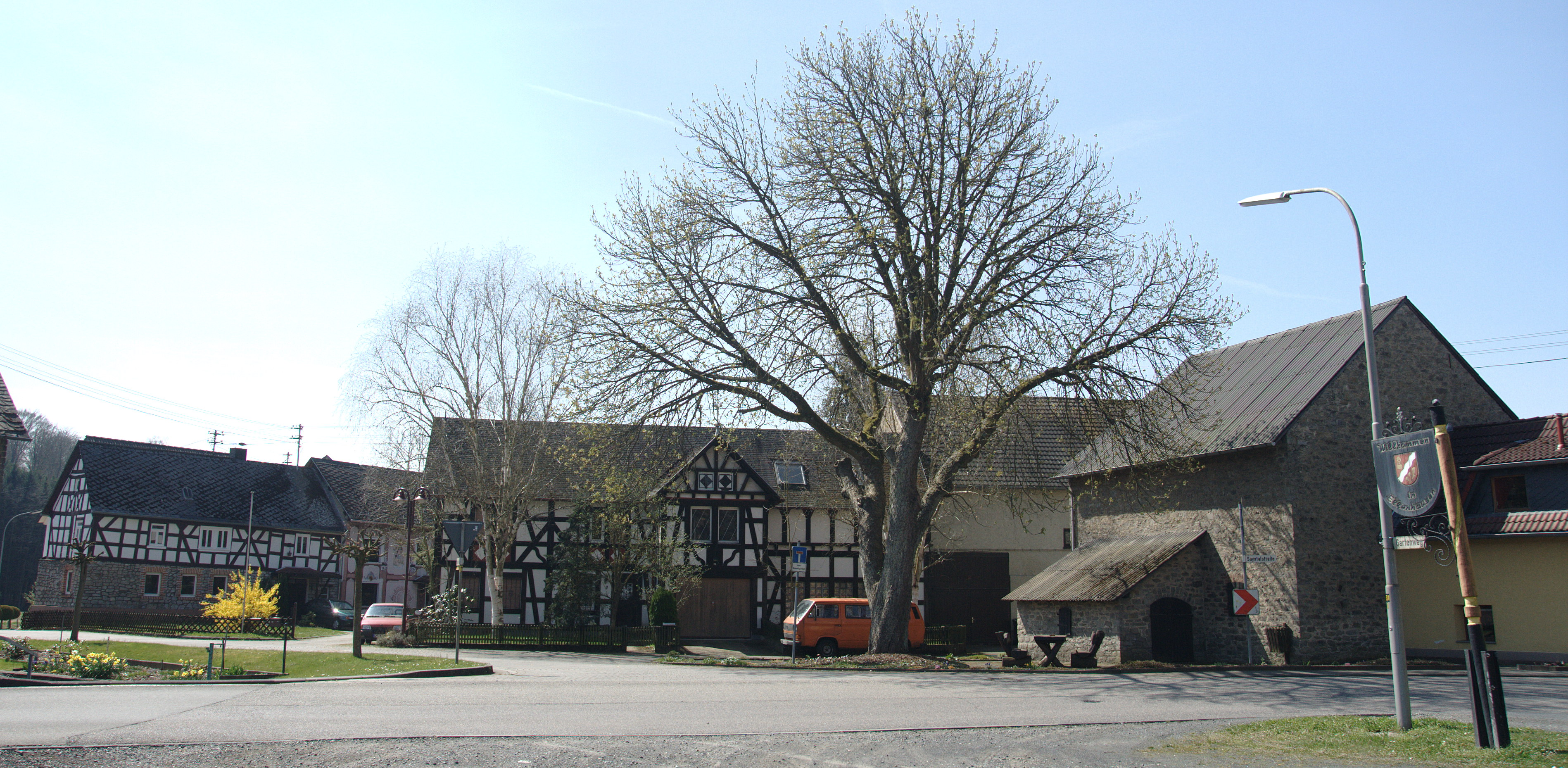
Ortsansicht

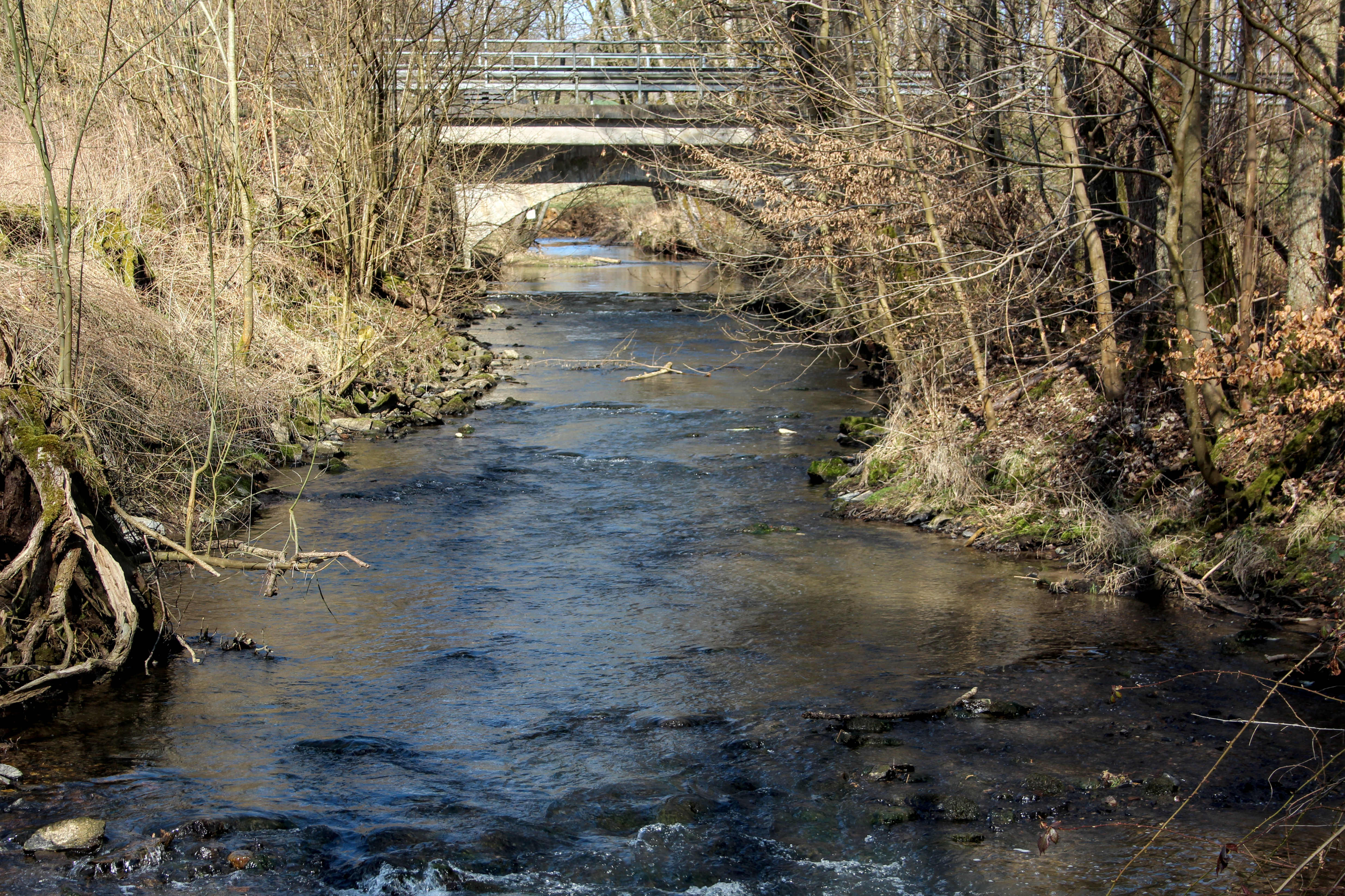
Der (große) Saynbach in Ellenhausen an der Brücke der L 304

Im Jahre 1100 wurde Ellenhausen zum ersten Mal urkundlich erwähnt. Die Schreibweise des Namens wechselte im Laufe der Jahrhunderte von Elkinhusin nach Helchinhusin zu Ellenhausen.
Der Ort gehörte zunächst zum kurtrierischen Amt Grenzau und kam 1803 zum Amt Selters im Fürstentum Nassau-Weilburg, ab 1806 Herzogtum Nassau. Nach dessen Annexion durch Preußen 1866 gehörte der Ort zum Unterwesterwaldkreis in der Provinz Hessen-Nassau und nach dem Zweiten Weltkrieg zum Land Rheinland-Pfalz und schließlich ab 1968 zum Westerwaldkreis.
1828 zählte der Ort einen Branntweinbrenner, einen Schmied, einen Musikanten, einen Strohdecker, einen Wagner und einen Wirt. 1840 wurde im Ort ein Schulhaus errichtet, das 1862 ein Glockentürmchen erhielt. 1880 wurde die Straße Selters – Ellenhausen – Deesen fertiggestellt. 1904 erhielt Ellenhausen Anschluss an eine Wasserleitung und 1906 an das Telefonnetz. Seit 1913 besteht eine Busverbindung nach Ellenhausen und im selben Jahr begann ein Tonbergwerk in der Gemeinde mit seiner Produktion. 1952/1953 erhielt die Gemeinde eine Kanalisation.
Bevölkerungsentwicklung
Die Entwicklung der Einwohnerzahl von Ellenhausen, die Werte von 1871 bis 1987 beruhen auf Volkszählungen:
| Jahr | Einwohner |
| ---- | --------- |
| 1815 | 153       |
| 1835 | 183       |
| 1871 | 181       |
| 1905 | 214       |
| 1939 | 202       |
| 1950 | 245       |
| 1961 | 215       |

| Jahr | Einwohner |
| ---- | --------- |
| 1970 | 236       |
| 1987 | 248       |
| 1997 | 289       |
| 2005 | 299       |
| 2011 | 305       |
| 2017 | 286       |
| 2023 | 316       |

## Politik

### Gemeinderat
Der Gemeinderat in Ellenhausen besteht aus sechs Ratsmitgliedern, die bei der Kommunalwahl am 9. Juni 2024 in einer personalisierten Verhältniswahl gewählt wurden, und dem ehrenamtlichen Ortsbürgermeister als Vorsitzendem. Bis 2014 gehörten dem Gemeinderat acht Ratsmitglieder an.
Die Sitzverteilung im Gemeinderat:
| Wahl | WGE *             | WGP *             | Gesamt  |
| ---- | ----------------- | ----------------- | ------- |
| 2024 | 4                 | 2                 | 6 Sitze |
| 2019 | per Mehrheitswahl | per Mehrheitswahl | 6 Sitze |

### Bürgermeister
Uwe Effmann wurde am 3. Juli 2024 Ortsbürgermeister von Ellenhausen. Bei der Direktwahl am 9. Juni 2024 hatte er sich mit 59,1 % der abgegebenen Stimmen gegen einen Mitbewerber durchgesetzt und war damit für fünf Jahre gewählt worden.
Effmanns Vorgänger Heinz Müller hatte das Amt 2014 übernommen und kandidierte bei der Wahl 2024 nicht erneut als Ortsbürgermeister. Vor Heinz Müller übte Herbert Jäger das Amt ab 2004 aus.

### Wappen
| Wappen von Ellenhausen | Blasonierung: „In Rot ein silberner Wellenbalken schräglinks, oben ein goldener Dachreiter mit Glocke, unten drei goldene Ähren.“ |
| Wappen von Ellenhausen | |

## Verkehr
- Die nächste Autobahnanschlussstelle ist Ransbach-Baumbach an der A 3.
- Der nächstgelegene ICE-Halt ist der Bahnhof Montabaur an der Schnellfahrstrecke Köln–Rhein/Main.

## Persönlichkeiten
- Eduard Josef Müller (1851–1922), Landschaftsmaler der Düsseldorfer Schule